# Церковь святой Марии в Рекулвере
Церковь святой Марии в Рекулвере (англ. St Mary's Church, Reculver) — ныне большей частью утраченная церковь, основанная в VII веке в качестве минстера или монастыря на месте римского форта в Рекулвере (ныне Сити-оф-Кентербери) на северо-восточной оконечности Кента. В 669 году место на берегу моря, прежде занятое фортом, было передано королём Кента Эгбертом священнику по имени Басса. Эта изначальная связь с монархами привела к тому, что в 760-х годах в этой церкви был похоронен король Эдберт II а к началу IX века она стала весьма богата. С IX по XI века её собственность находилась попеременно под управлением королей Мерсии, Эссекса и архиепископов Кентерберийских. Возможно, что религиозное братство в ней пресеклось после набегов викингов в IX веке, но в начале XI века запись упоминает настоятеля и монахов. На момент завершения Книги Страшного суда (1086) церковь св. Марии была приходской.
Первое здание, построенное из камня и кирпича, добытого в римском форте, было однонефной базиликой с полукруглой абсидой и небольшими пристройками по северной и южной стороне в месте соединения нефа и алтарной части. В дальнейшем церковь расширялась и пристраивалась. В XII веке добавлены две башни. Последними пристройками стали в XV веке северное и южное крыльцо, ведущие в неф. После этого Рекулвер стал беднеть, а церковь его приходила в упадок. Эрозия берега, которую не могли остановить, привела к тому, что в 1809 году здание было большей частью разобрано.
В 1810 году в дело вмешался Тринити-хаус, потому что башни церкви были важным навигационным ориентиром. Сохранить их удалось устройством эффективной защиты берега от размывания. Часть полученных при разборке стройматериалов использована в новой церкви св. Марии в Хиллборо, остальное использовано в Маргейтской пристани. Сохранились части каменного креста внутри церкви и двух оригинальных колонн, на которые опирались три арки между алтарём и нефом, хранящиеся в Кентерберийском соборе.

## Основание

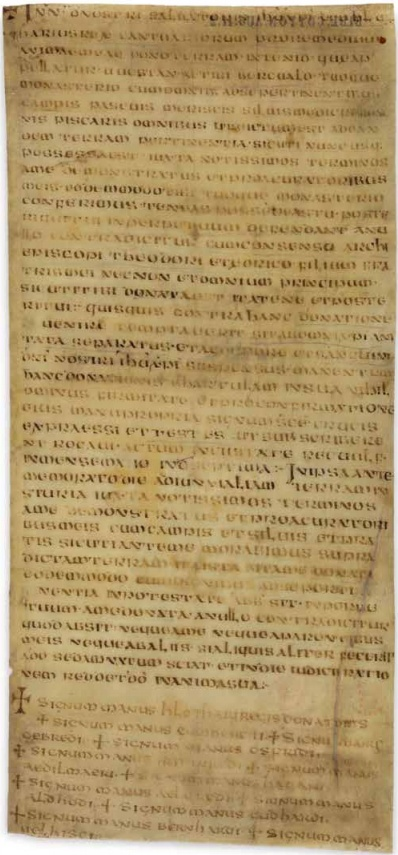
Хартия, в которой Хлотхер Кентский дарит землю аббату Бертвальду в Рекулвере. Старейшая сохранившаяся англосаксонская хартия (679)

Первая известная церковь в Рекулвере основана в 669 году, когда король Эгберт Кентский даровал для этого земли Рекулвера священнику Бассе. Автор Англосаксонкой хроники считает это событие очень важным: возможно, что таким образом Эгберт намеревался создать местный центр христианства в противовес Кентербери, где властвовали архиепископ Феодор родом из Тарсуса, аббат монастыря св. Августина Адриан родом из Северной Африки (вероятно, Киренаики) и другие иностранцы. Между историками нет согласия, был ли это минстер или монастырь. Сьюзен Келли пишет о минстере, Николас Брукс — о монастыре:

… неизвестно, основывались ли кентские общества церковнослужителей как общины монахов и монахинь, посвятивших жизнь Господу [и живших в монастырях], или же мужские общества изначально состояли из секулярных клириков [в минстерах], которые, по примеру архиепископской «фамилии» в Кентербери, жили по некоторым правилам монашества и были ответственны за окормление сельской паствы… С самого начала в Англии различие между секулярным и монашеским клиром было размытым. Слово monasterium не обязательно обозначает в VIII и IX веках обитель монахов, оно смешивается со своим английским эквивалентом minster … и столь же обычно употребляется по отношению к церкви с секулярным клиром … Достоверно известно, что к IX веку кентские монастыри были населены священниками, диаконами и младшими чинами, как и обитель при «головном» Кентерберийском соборе.
Оригинальный текст (англ.)[w]e do not know whether the Kentish monasteries had been founded as communities of monks and nuns dedicated to the service of God [and living in monasteries and nunneries], or whether the male communities were from the start bodies of secular clergy [operating from minsters] who, like the archiepiscopal familia at Canterbury, accepted a degree of communal (or monastic) discipline and who were responsible for the pastoral care of extensive rural areas. ... [T]he distinction between the regular and secular clergy was blurred from the very beginning in England. Indeed the word monasterium does not necessarily refer to a house of monks in the eighth and ninth centuries, but like its English equivalent, minster ..., was also the normal term for a church served by a body of clergy. ... By the ninth century the communities of the Kentish monasteries were certainly composed of priests, deacons, and clergy in lesser orders, just like the cathedral community at the 'head minster', [Canterbury Cathedral]
— Nicholas Brooks, The Early History of the Church of Canterbury (1984)
Основание церкви на развалинах римской крепости (в данном случае лат. Regulbium) являлось широко распространённой в англосаксонскую эпоху практикой, новые церкви строились практически полностью из римских стройматериалов.

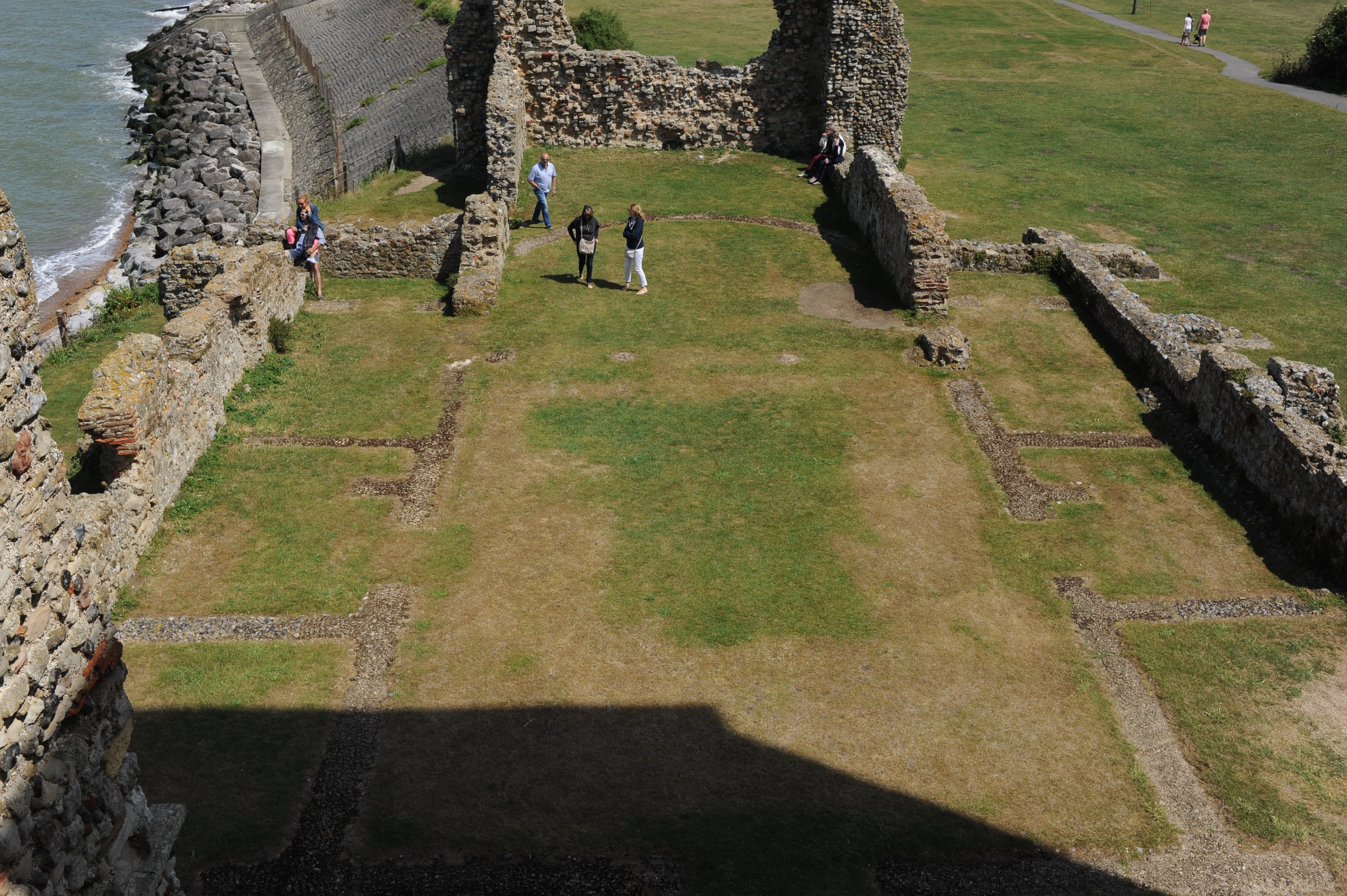
Вид на остатки церкви с галереи между башен в 2015 году

Десять лет спустя, в 679 году, король Хлотхер даровал аббату Бертвальду и монастырю Рекулверау земли в деревне Стурри, километрах в десяти, и в Сарре, на западной половине острова Танет Дар был оформлен в Рекулвере, вероятно, рекулверским писцом. Особое значение имел Сарр:

Сарр был местом стратегически важным, потому что присматривало за слиянием рек Уонтсум и Большой Стауэр и было напрямую связано с Кентербери… В начале 760-х годов там располагался пункт сбора пошлины с торговцев за использование реки Уонтсум… Дар Сарра следует рассматриать как признак чрезвычайного благоволения королей Кента [обители в Рекулвере]… и, возможно, [церковь в Рекулвере] получала долю в пошлинах.Оригинальный текст (англ.)Sarre was a highly strategic place, overlooking the confluence of the Wantsum and the Great Stour, [and] directly linked to Canterbury ... In the early 760s it was the site of a toll-station, where the agents of the Kentish kings collected dues on trading ships using the Wantsum route ... The grant of Sarre to Reculver must be regarded as a sign of enormous royal favour to the [church there] ... and it may be that the [church at Reculver] received a share of the royal tolls levied at Sarre.
— Susan Kelly Reculver Minster and its early charters (2008)
В оригинале хартии Рекулвер называется лат. civitas — город, вероятно, по его римскому статусу, но не по действительной плотности населения.
В 692 году аббат Бертвальд был выбран архиепископом Кентерберийским и в этой должности, вероятно, оказывал Рекулверу поддержку и покровительство. Всего 40 лет спустя Беда писал о нём, что Бертвальд был начитан, хорошо знал Библию, церковное и секулярное управление, но в таких выражениях, которые не свидетельствуют о том, что Бертвальд получил систематическое образование
Следующие хартии показывают, что монаршая милость не отворачивалась от монастыря в Рекулвере и в VIII веке при аббатах Хеатберте (fl. 748—762), Денехеа (fl. 760) и Хвитреде (fl. 784), когда были получены земли в Хайэме, Шелдвиче и привилегия не платить пошлину с одного корабля в Фордвиче. В 760-х годах в церкви был похоронен король Эдберт II. Упоминания поместий, принадлежащих Рекулверу, встречаются в других документах VII—VIII веков, в остальном не имеющих к нему отношения. Например, из Хайэма (вероятно, близ Хай Уилда) происходило железо, которое то ли использовалось, то ли продавалось в Рекулвере или в пользу Рекулвера. Монастырю принадлежало и поместье Дунуэйлинг, неизвестно, где расположенное. По аналогичным записям известны другие аббаты Рекулвера: Этельмер (fl. 699), Бэр (fl. 761—764), Этельхэй (fl. 803), Дудеман (fl. 805), Беорнвин (fl. 811—826), Бэгмунд (fl. 832—839), Дэгмунд (fl. 825—883) и Беорнхельм (fl. 867—905).
К началу IX века монастырь стал чрезвычайно богат, но с этого времени он не вызывает никакого иного интереса, кроме материального. С 764 по 825 год Кент обычно находился под владычеством королей Мерсии, начиная с Оффы (757-96), который обращался с Кентом как с личной собственностью. Возможно, что он взял Рекулвер под личное управление, как поступал с другими подобными религиозными общинами. В 811 году монастырём управляет архиепископ Вульфред, который отобрал часть его земель. К 817 году Рекулвер оказывается в руках Кенвульфа мерсийского (796—821) вместе с женским монастырём на Танете, каким обращом он получил стратегически важный контроль над Уотсумским водным путём. Кенвульф получил у папы Льва III право распоряжаться монастырями на своих землях по своему усмотрению. В том же году началась «великая борьба» Кенвульфа с архиепископом Вульфредом за монастыри, и особенно в Рекулвере и на Танете. В 821 году Вульфред «с унижением подчинился», отдав королю собственности на 300 гайд, вероятно, в Эйншеме в Оксфордшире, и заплатив штрафа £120 за Рекулвер и Минстер-на-Танете. Вульфред не мог управлять монастырями и после 821 года и боролся с дочерью Кенвульфа Квендредой, аббатисой на Танете. Споры эти были разрешены только на синоде в Кловешо в 825 году.
С 825 года Кентом управляют короли Уэссекса, и в 838 году архиепископ Кеолнот достигает соглашения с королём Эгбертом, подтверждённого через год Этельвульфом, которое оставляло за монархами власть мирскую, а духовную, в том числе избрание аббатов и аббатис, возвращало епископам. Копия этого соглашения сохраналась в Рекулвере или Лиминге. Возможно, уступчивость архиепископа была следствием участившихся набегов викингов на Кент, начавшихся в конце VIII века. В 835 году был разорён остров Шеппи. В 851 году викинги зимовали на острове Танет, а в 855-м — на Шеппи. Как и большинство кентских монастырей, Рекулвер был расположен открыто близ побережья и представлял очевидную цель для грабителей. К X веку монастырь в Рекулвере перестал считаться важным церковным учреждением, и контроль над ним полностью перешёл в руки королей Уэссекса. В 949 году Эдред подписал хартию, в которой передал Рекулвер обратно архиепископу. Имущество монастыря включало деревни Хоат, Херн, земли в Сарре, на Танете и в Чилмингтоне.

## От монастыря к приходской церкви

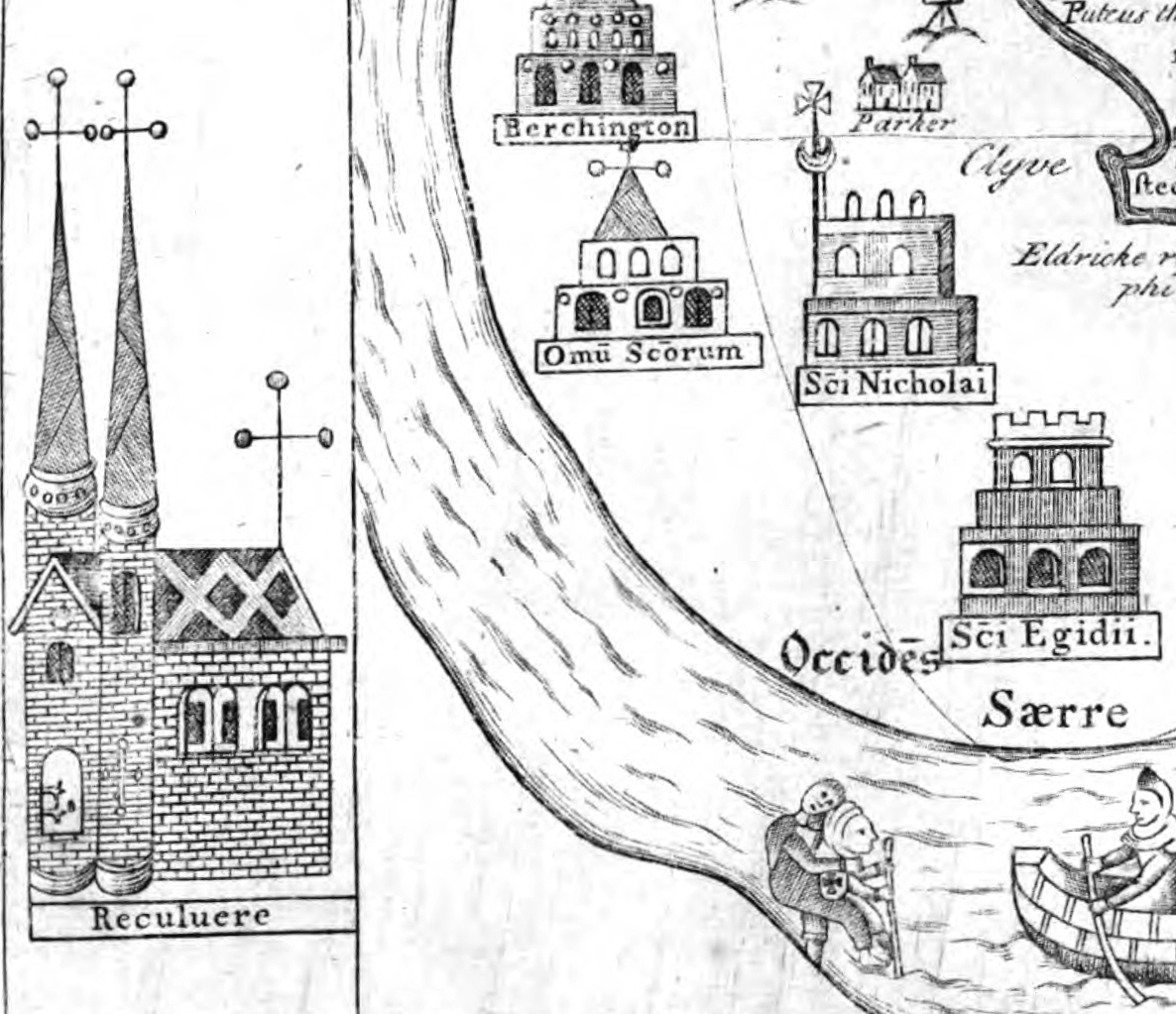
Перерисовка с карты острова Танет XV века (Томас Элмхем). Север слева. Изображены: церковь св. Марии в Рекулвере и бывшие её дополнительные церкви на острове, отделённом Уонтсумским проливом

Несмотря на лёгкую доступность для викингов, Рекулвер, возможно, оставался обителью религиозного сообщества и в X веке. Возможно и наоборот, что аббат и обитатели Рекулвера укрылись в Кентербери, как в 804 году сделали аббатиса и сестры из Лиминга. В начале XV века Томас Элмхем нашёл в мартирологе имя рекулверского монаха Имара, предположительно, убитого в X веке викингами. В целом церковь в Восточном Кенте, судя по всему, пострадала не особенно сильно, но монастырь в Рекулвере к XI веку пропадает из виду совершенно. Последний известный аббат — Вендред, но годы его руководства неизвестны и лежат где-то между 890 и 905 годом по последнему упоминанию в источниках имени аббата Беорнхельма. Последнее упоминание Рекулвера как монастыря датируется 1030 годом, когда настоятелем назван Гивехард, а среди монахов — Фреснот и Танкрад, судя по именам, фламандцы. Таким образом, есть вероятность, что религиозное сообщество в Рекулвере было в начале XI ненадолго возрождено братьями, бежавшими с континента.
В 1066 году Рекулвер — приходская церковь, в которой даже не крестят. В Книге Страшного суда (1086) Рекулвер упомянут в числе владений архиепископа, но на практике, вероятно, он принадлежал королю, потому что Вильгельм Завоеватель в 1087 году перед смертью возвратил его архиепископу среди другой церковной собственности. В 1066 году Рекулвер оценивается в £14, а 1086 уже £42 7 шиллингов. Для сравнения, манор Мэйдстоун давал архиепископу £20 в год, а боро Сэндвич — £50 По переписи Страшного суда в Рекулвере содержятся церковь, фермы, мельница, солеварни и рыбные ловли. Перечислено 90 вилланов и 25 бордариев. Чтобы судить о населении поместья, эти числа нужно умножить на 4 или 5, потому что считали только взрослых мужчин — глав семейств
К XIII веку приход Рекулвера был весьма богатой бенефицией, за которую церковные власти боролись со светскими, например, с 1295 по 1308 годы бывало по нескольку конкурирующих ректоров и неоднократно десятину захватывали силой. В 1291 году, согласно исчислению церковных налогов Англии, Ирландии и Уэльса, произведённому Николаем IV, общий доход ректора и викария в Рекулвере составлял около £130. С 1310 года ректором в Рекулвере был сам архиепископ. В составе прихода были дополнительные часовни в деревне св. Николая-на-Броду и Всех Святых в Шуарте (оба на острове Танет), а также в деревнях Хоат и Херн. В 1310 году архиепископом Робертом Уинчелси из-за больших расстояний и растущего населения приход был разделён и прежние дополнительные часовни на острове Танет и в Херне стали самостоятельными. Архиепископ оценивает население прихода числом более 3 тысяч. Шуарт вошёл в приход св. Николая-на-Броду и церковь там была разобрана. Тем не менее, приход св. Марии в Рекулвере продолжал получать символические платежи из Херна и св. Николая-на-Броду и в XIX веке, как и средства на ремонт церкви, а патронаж над Хоатом продолжался до 1960 года

## Архитектура

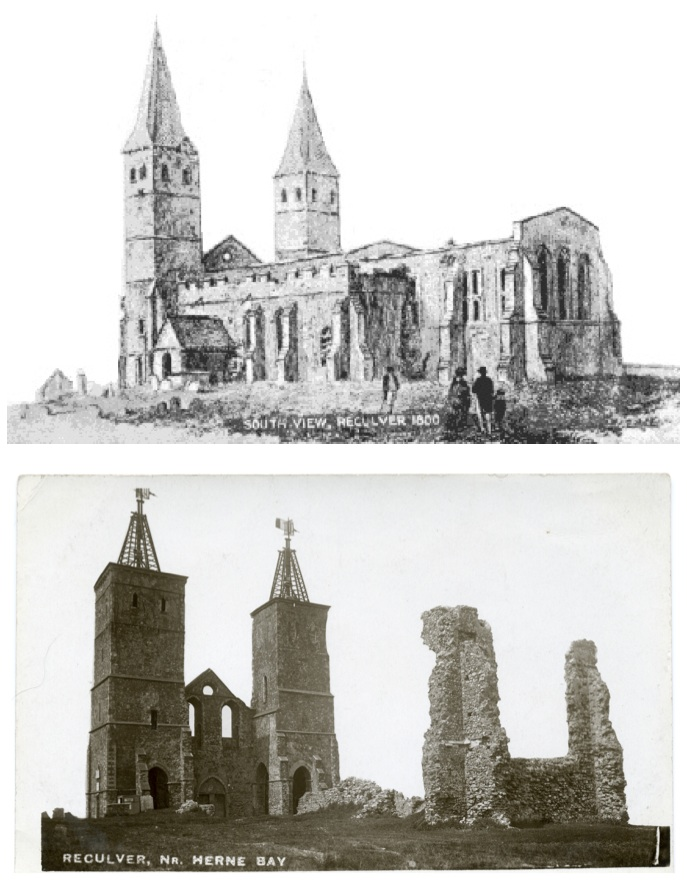
Вверху: церковь в 1800 году; внизу — в 1900-м.

|                  | Длина                       | Ширина                      | Высота             |
| ---------------- | --------------------------- | --------------------------- | ------------------ |
| общая            | 120 футов (36,6 м)          | 120 футов (36,6 м)          |                    |
| главного нефа    | 67 футов (20,4 м)           | 24 фута (7,3 м)             |                    |
| боковых нефов    | 67 футов (20,4 м)           | 11 футов (3,4 м)            |                    |
| алтарной части   | 46 футов (14 м)             | 11 футов (3,4 м)            |                    |
| башен со шпилями | 12 футов (3,7 м) внутренняя | 12 футов (3,7 м) внутренняя | 106 футов (32,3 м) |
| башен без шпилей | 12 футов (3,7 м) внутренняя | 12 футов (3,7 м) внутренняя | 63 фута (19,2 м)   |
| галереи          |                             |                             | 25 футов (7,6 м)   |

### Расширение
Первоначальная постройка состояла из нефа длиной 37,5 фута (11,4 м), шириной 24 фута (7,3 м), и абсиды, по фасаду многоугольной, но внутри полукруглой. Алтарь от нефа отделялся тройной аркой на колоннах из известняка, привезённых с континента из города Маркиза. Арки были сложены из римского кирпича, но колонны изготовлены специально. В их форме чувствуется влияние позднеримской и ранневизантийской архитектуры, переданное через Францию Меровингов. Высота арки — 22 фута (6,7 м), в том числе колонны — 17 футов (5,2 м). Внутри вдоль стены абсиды была каменная скамья. В месте соединения нефа и абсиды были пристроены зачаточные трансепты (портикусы). Скамья указывает на влияние христиан Сирийской церкви, которых в это время выгоняли из Сирии арабы. Стены церкви были оштукатурены изнутри и снаружи, чтобы скрыть кладку.

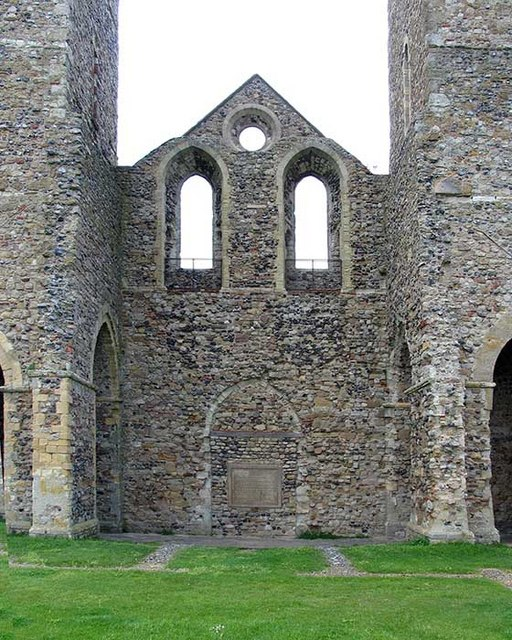
Внутренняя сторона западного фасада церкви в 2008 году. Между двумя главными окнами проходит галерея.

Ещё в VIII веке стены портикусов были продлены на запад вдоль нефа, образуя ряд помещений капелл и вестверка. В конце XII века построен новый западный фасад с башнями, а перегородки между боковыми капеллами убраны, в результате чего образовались боковые нефы. В XIII веке снесена абсида, и алтарная часть увеличена более чем вдвое. В это же время было создано восточное окно из трёх ланцетов с колонками из пурбекского мрамора. В XV веке добавлены северное и южное крыльцо. В этом же промежутке времени на южной стороне на высоте около метра от земли повесили солнечные часы. В 1354 году Алисией де Брук в церкви устроена поминальная капелла. в 1371 году Томасом Нивом, бывшим викарием рекулверским, — другая. Эти капеллы ликвидированы при Эдуарде VI в 1548 или в самом начале 1549 года. Башни были увенчаны шпилями не позднее 1414 года, когда они появляются в таком виде на карте Элмхема. Звонница располагалась в северной башне, подъём на неё был по винтовой лестнице. Постройка двух башен была исключительным случаем для простой приходской церкви, да и вообще масштаб строительства свидетельствует о том, что с приходом был связан процветающий городок. При этом церковь сохранила яркие англосаксонские черты, внушившие Леланду, посетившему церковь в 1540 году, «редко виданное у него воодушевление»:

Войдя в хоры, увидел я один из красивейших и древнейших крестов, футов девяти в высоту, стоявший, как прекрасный столп, на основании из дикого валуна. Один камень отёсан кругло и на нём нарисованы, помнится мне, Христос, Пётр, Павел, Иоанн и Иаков. Христос говорит: «Я есть альфа и омега». Пётр говорит: «Ты Христос, сын Господа». Что говорят остальные, тоже было написано заглавными латинскими буквами, но они стёрлись. На другом камне изображены Страсти, на третьем — 12 апостолов, на четвёртом — Христос, пригвождённый четырьмя гвоздями и с подставкою под ногами, а увенчана колонна крестом.
Оригинальный текст (англ.)Yn the enteryng of the quyer ys one of the fayrest and the most auncyent crosse that ever I saw, a ix footes, as I ges, yn highte. It standeth lyke a fayr columne. The base greate stone ys not wrought. The second stone being rownd hath curiously wrought and paynted the images of Christ, Peter, Paule, John and James, as I remember. Christ sayeth [I am the Alpha and the Omega]. Peter sayeth, [You are Christ, son of the living God]. The saing of the other iij when painted [was in Roman capitals] but now obliterated. The second stone is of the Passion. The third conteineth the xii Apostles. The iiii hath the image of Christ hanging and fastened with iiii nayles and [a support beneath the feet]. the hiest part of the pyller hath the figure of a crosse.
— John Leland, «Itinerary» (1540)
Леланд описывает фреску с изображением неизвестного епископа под аркой на северной стороне и англосаксонских времён евангелие, написанное капитальным шрифтом. Вероятно, оно было написано в Италии, как и знаменитое евангелие св. Августина (VI век, CCCC 286), хотя и местные манускрипты в VII—IX веках писались также маюскульным письмом — унциалом или поллунциалом (как Королевское Евангелие из аббатства св. Августина BL Royal I E VI). Оно было в роскошном переплёте с римской камеей и надписью лат. CLAUDIA . ATEPICCUS.

#### Рекулверский крест
Описанный Леландом крест не встречается в источнике 1784 года, он, вероятно, простоял до реформации и был уничтожен в XVI веке иконоборцами. В 1878 и 1920-х годах археологи исследовали основание креста, предположительно, VII века, и сочли, что монастырь был выстроен вокруг него. Он находился между алтарём и аркой, ведущей в алтарную часть. Датировка началом IX века подтверждается каролингскими чертами стиля изображений. Каменная скульптура весьма характерна для Мерсии в VIII веке (а в Уэссексе она не развивается до IX-го), и потому возможно, что рекулверский крест был вырезан и установлен, когда Рекулвер контролировали короли Мерсии в начале IX века. Рекулверский крест можно сопоставить с англосаксонской эпохи Ратуэллским крестом (на момент создания — Нортумбрия, ныне — Шотландия). Следы краски на фрагментах оказывают, что изображения были ярко раскрашены. Исследования фрагментов показывают, что крест был вытесан из римской колонны, вероятно, в VIII или IX веке, а на основании его в VII веке стоял алтарь. Хениг предполагает, что рекулверский крест заменил более ранний христианизированный, но восходящий к римскому политеизму монумент, например, колонну, посвящённую Юпитеру, как, вероятно, было в Кентербери и Тригге (Корнуолл). В 1938 году Кендрик писал о том, что, хотя идея креста имеет континентальное или восточное происхождение, близкий источник вдохновения не находится в позднеантичной скульптуре Италии, Галлии или Сирии. Рекулверский крест имеет не только свой характерный местный стиль, но и труднообъяснимую иконографию. Остаётся считать, что эта кентская скульптура представляет из себя живое и самобытное островное искусство, самое трудное для понимания в стране. Реконструкции рекулверского креста можно видеть в Kozodoy, 1986, p. 86, Figs. 3 & 4 (перепечатка в Canterbury City Council, 2008, p. 5), только передняя сторона представлена у Wilmott, 2012, p. 44.

## Упадок

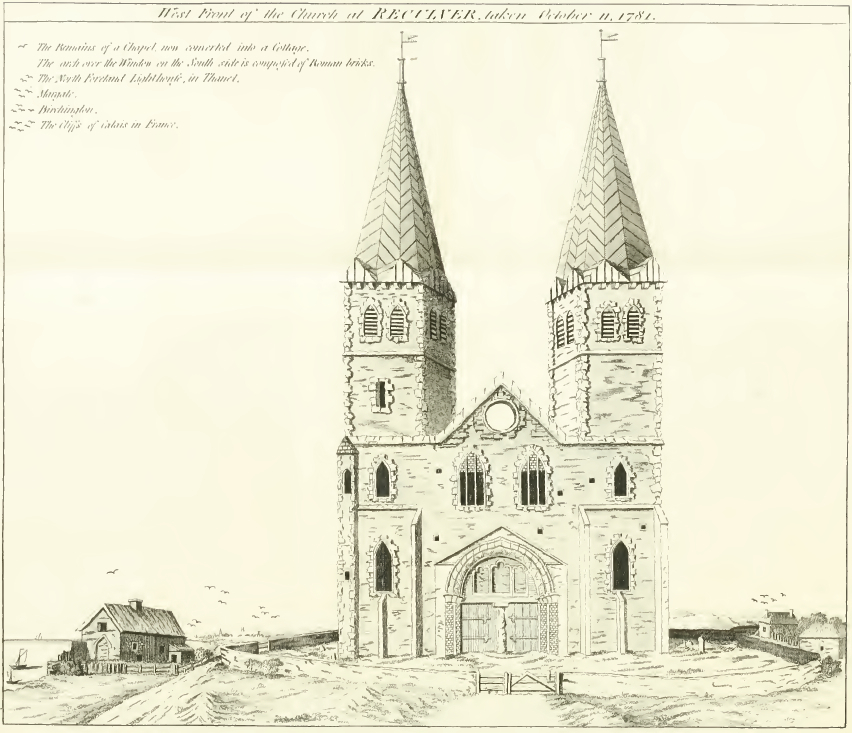
Западный фасад церкви в 1781 году. Видны частично заложенные окна. Слева бывшая капелла св. Иакова. Церковная ограда ещё цела

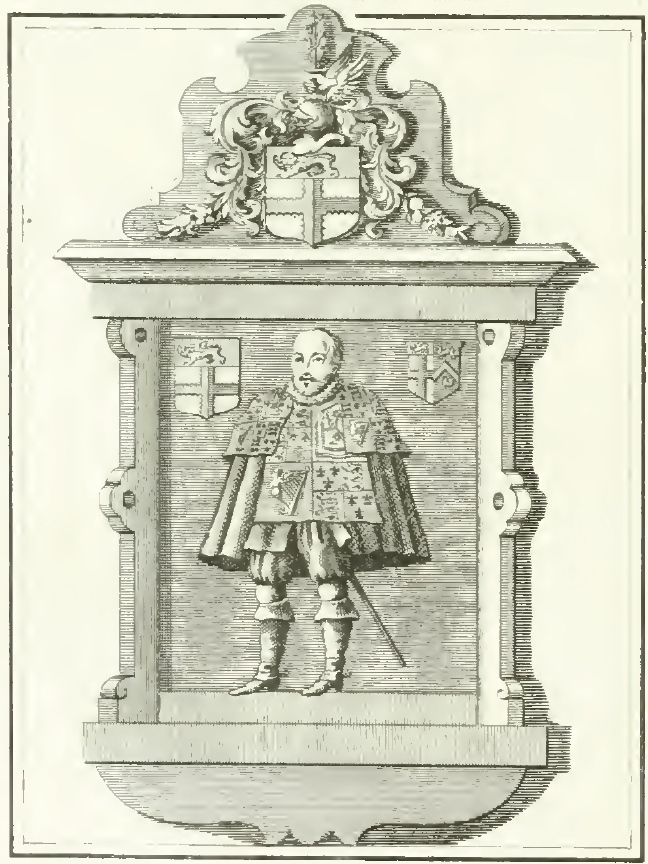
Памятный барельеф Ральфу Бруку (гравюра 1784 г.). Утрачен

В 1540 году Леланд отмечает, что береговая линия находится лишь в четверти мили (400 м) от городка, больше похожего на деревеньку. Вскоре (в 1576 году) другой антикварий Уильям Ламбард назвал Рекулвер бедным поселением. В 1588 году в Рекулверском приходе посещали регулярные службы 165 человек, в 1640-м — 169. При этом на карте 1630 года видно, что церковь стоит уже в полутысяче футов (150 м) от моря. В январе 1658 года местный мировой судья получил петицию о том, что «с праздника Михаила Архангела [29 сентября 1657] года море продвинулось уже на шесть род [100 футов (30 м)] и будет ещё только хуже». Известно, что с 1660 года в деревне осталась только одна пивная, что тоже красноречиво свидетельствует о демографической убыли, а в конце XVIII века Рекулвер был окончательно оставлен, и жители его переселились в пределах прихода в деревню Хиллборо 1,25 мили (2 км) к юго-западу.
В 1776 году Томас Филипот описывает церковь св. Марии как пребывающую в забвении и упадке. В 1787 году Джон Придден, описывая церковь, отмечает, что, судя по щипцам и частично заложенным окнам, кровля церкви была когда-то понижена; на свежих листах кровельного свинца он видел оттиск даты 1775 и имени старосты A. Sayer, который в указанном году занимался ремонтом крыши. В целом здание произвело на него впечатление заплесневелого и побитого стихиями. Письмо в The Gentleman's Magazine в 1809 году замечает, что церковь в Рекулвере разрушается, и прежде гармоничный облик её испорчен убогими ремонтами.

## Снос
Осенью 1807 года сильный прилив вкупе с северным штормовым ветром продвинули береговую линию так, что смыло метров десять окружающего церковь забора, и обрыв остановился менее чем в 9 метрах от стены здания. Берегоукреплением здесь занимались с 1783 года, потратив достаточно много денег, но проект был совершенно неправилен и вызвал лишь ускорение эрозии. Теперь проекты берегоукрепления представили военный инженер сэр Томас Пэйдж и гражданский инженер Джон Ренни-старший (на сумму £8,277). Приходское самоуправление вместо этого по инициативе викария Кристофера Нэйлора 12 января 1808 постановило снести церковь. Голосовали 8 членов вестри вместе с викарием, голоса разделились поровну, и викарий использовал своё право решающего голоса. Нэйлор просил у архиепископа разрешения снести церковь, упирая на то, что вскорости негде будет хоронить. Архиепископ посоветовался с местными землевладельцами и церковнослужителями, которые в марте 1809 года также решили, что церковь следует разобрать на стройматериалы для новой.

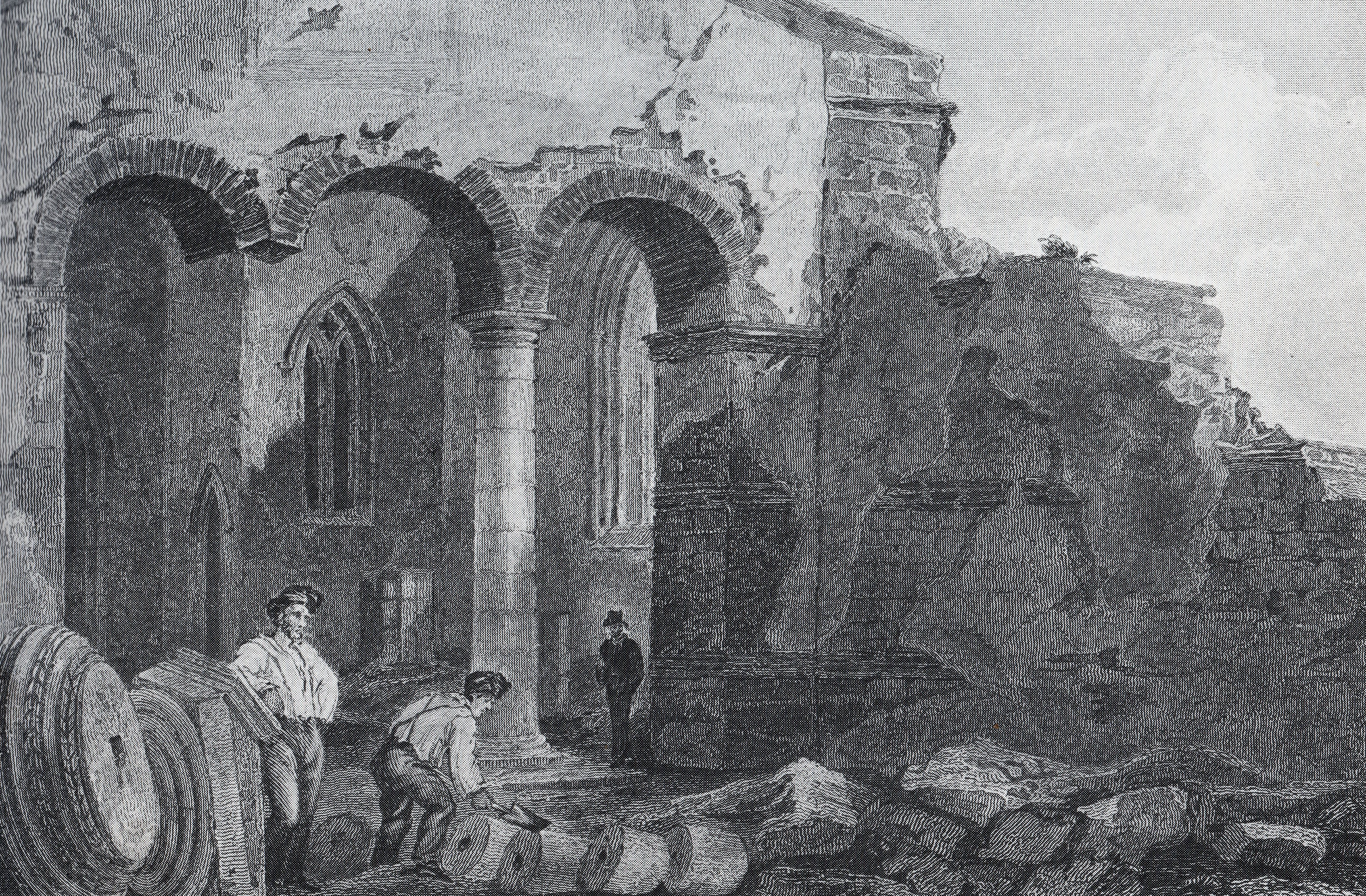
Снос церкви. Одна из колонок алтарной арки VII века уже снята

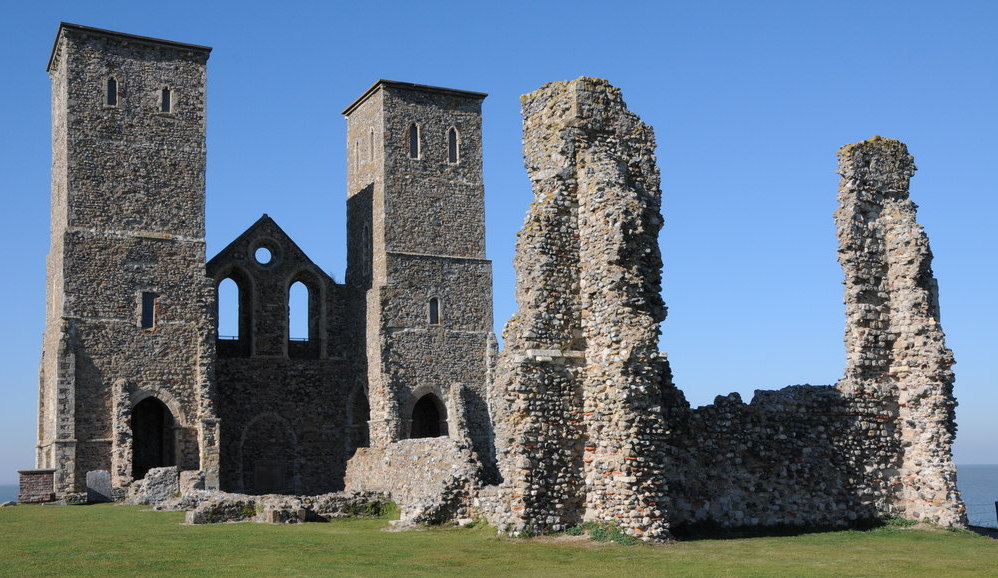
Вид с юго-востока в 2011 году

В сентябре 1809 года церковь начали подрывать порохом. Этот снос называли «вопиющим актом вандализма, равный которому трудно обнаружить и на чернейших страницах истории XIX века»:

молодой приходской священник по наущению своей филистерки-матери, уговорил прихожан уничтожить сей ковчег древлего христианства, что и было исполнено со рвением, достойным иного занятия. Кроме башен, служащих ориентиром, всё снесено до земли.
Оригинальный текст (англ.)the young clergyman of the parish, urged on by his Philistine mother, rashly besought his parishioners to demolish this shrine of early Christendom. This they duly did and all save the western towers, which still act as a landmark for shipping, was razed to the ground.
— Nigel & Mary Kerr "A Guide to Anglo-Saxon Sites" (1982)
Ныне от англосаксонской архитектуры и скульптуры на месте не осталось ничего. Общий вид руин с высоты опубликован, например, в Witney, 1982, Plate 8. Некоторые части были использованы при строительстве церкви Девы Марии прихода Рекулвер в Хиллборо, а фрагменты креста и две колонны, на которых опиралась тройная алтарная арка, экспонируются в Кентерберийском соборе. Две тысячи тонн камня из взорванной церкви было продано для строительства Маргейтского пирса (1815), а 40 тонн свинца с крыши принесли при продаже £900. В 1887 году J.C.L. Stahlschmidt пишет, что колокол, отлитый в 1635 году Джозефом Хэтчем, используется в новой церкви в Хиллборо, другой находится в церкви св. Леонарда, а остальные, вероятно, переплавлены. В 1810 году Тринити-хаус выкупил остатки церкви у прихода за £100, чтобы сохранить башни в качестве навигационного ориентира. Этим же учреждением начато берегоукрепление, отремонтированы устои башен и заложен западный портал. Шпили были окончательно разрушены непогодами к 1819 году, когда Тринити-хаус установил вместо них аналогичной формы каркасы с флюгерами на вершине, которые были убраны после 1928 года. В XXI веке руины церкви и археологический памятник «римский форт» находятся под охраной Английского наследия, берегоукрепление — в ведении Агентства по охране окружающей среды.

## Археологические исследования

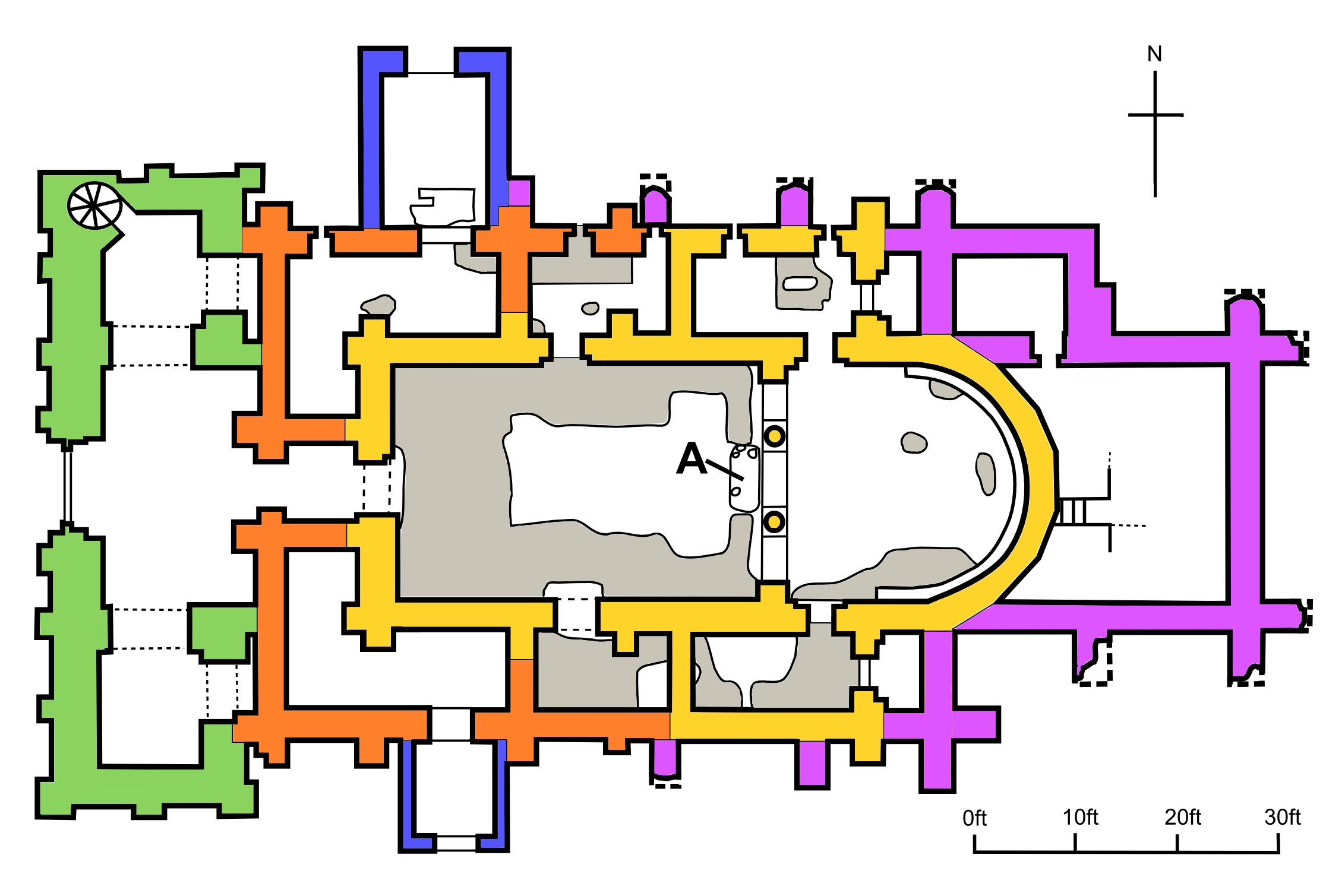
План на основе плана C. R. Peers. У абсиды спуск в склеп. Цветом отмечены:
жёлтым — стены VII в.
оранжевым — стены VIII в.
зелёным — стены XII в.
пурпурным — стены XIII в.
синим — стены XV в.
серым — бетонный пол VII—VIII вв.
Под литерой А — первый алтарь или основание креста.

Первый археологический отчёт об исследовании снесённой церкви св. Марии подготовил в 1878 году Джордж Доукер (G. Dowker). Он описал найденные фундаменты абсиды и колонн алтарной арки, упомянул, что первый пол был устроен из римского бетона типа лат. opus signinum (мелко битая черепица, перемешанная с круто замешанной известью и утрамбованная) толщиной более 6 дюймов (15 см). Этот пол в 1782 году описан как гладко отполированный, красного цвета и с трудом поддающийся ударам лома. Доукер также нашёл то, что интерпретировал как основание описанного Леландом креста, причём пол оказался положен вокруг него. Пол алтарной части подняли приблизительно на 10,5 дюйма (26,7 см) при расширении церкви в эпоху ранней английской готики, и покрыт обожжёнными плитками с рисунком из окрашенной в массе глины, с которых рисунок не стирается. Доукер также записывает со слов мистера Холменса описание большой круглой крипты под алтарной частью, в которой кругом расставлены гробы.
Дальнейшие раскопки в 1920-е годы производил C. R. Peers, чей отчёт считается классическим. Пирс обнаружил в нефе англосаксонской церкви выходы на север, юг и запад, а из портикусов — на восток, изначально наружу, а потом в более позднюю алтарную часть. Насчёт пола, описанного Доукером, Пирс пишет, что он покрыт слоем толчёного кирпича, и датирует его одновременно с камнем, предположительно основанием креста или алтаря. Эти же раскопки обнаружили лестницу в описанный Доукером склеп, хотя Пирс и не отразил этого в отчёте. Склеп не вскрывали. Удлинение портикусов на запад датировали не позднее 100 лет от строительства церкви, пол в этих пристройках в точности такой же. Сопоставляя свои результаты с планировками других капелл VII века (эссекских св. Петра-на-Стене и Брэдуэлл-на-Море и аббатства св. Августина в Кентербери), Пирс предположил, что окна в северной и южной стенах изначально были расположены высоко. Позднее убранные стены показаны как полоски бетона, засыпанные щебнем
Монастырские постройки, если таковые были, стояли поодаль от церкви. В 1966 году археологи открыли фундамент, идентифицированный как средневековое прямоугольное вытянутое с запада на восток здание. Восточная его стена стояла вровень со стеной церковного двора, которой она предшествует. Под нею находится римская купальня. Эта постройка находилась в нескольких метрах от юго-восточного угла церкви в XIII веке. На плане Бойса (1781) эта постройка не значится. Других похожих зданий не обнаружено, правда, территория к северу от церкви смыта морем, и всё, что там могло быть, утрачено. В связи с этим Пирс отмечает, что в Кентербери в церкви св. Августина и соборе Христа клуатры были с северной стороны, а церковь св. Августина в VII  веке также была отдельно стоящей. К северо-северо-западу от церкви также было здание с порталом англосаксонских времён и по размерам сходное с англосаксонскими церквями, которое может быть частью монастырских построек. Это здание снесено после того, как зимние штормы 1782 года подмыли его фундамент. Леланд указывает здание за пределами церковного двора, которое, как считалось, было приходской церковью, пока Рекулвер оставался монастырём. Это была капелла св. Иакова, стоявшая в северо-восточном углу и смытая в море 13 октября 1802 года. Пирс указывает на то, что в ней, вероятно, были кирпичные арки. В 1800 году эти постройки описываются как древние готические здания — бывшая капелла св. Иакова и жилище отшельника рекулверского. В капелле жилой дом, стены его, по большей части, из римского кирпича, и арка из него же. Маленький домик, также церковной готической архитектуры, предположительно, убежище от непогоды. Ричард II в третий год своего правления [22 июня 1379 – 21 июня 1380] поручил Томасу Хамонду на пожертвования восстановить на нём крышу.  Архиепископ в Средние века имел в Рекулвере собственное помещение. В 1273–74 годах оно было надстроено и заново перекрыто соломой. Дженнифер Вард высказывает предположение, что это помещение — Ford Palace близ Хоата (в Рекулверском приходе).

## Собор св. Иоанна в Парраматте

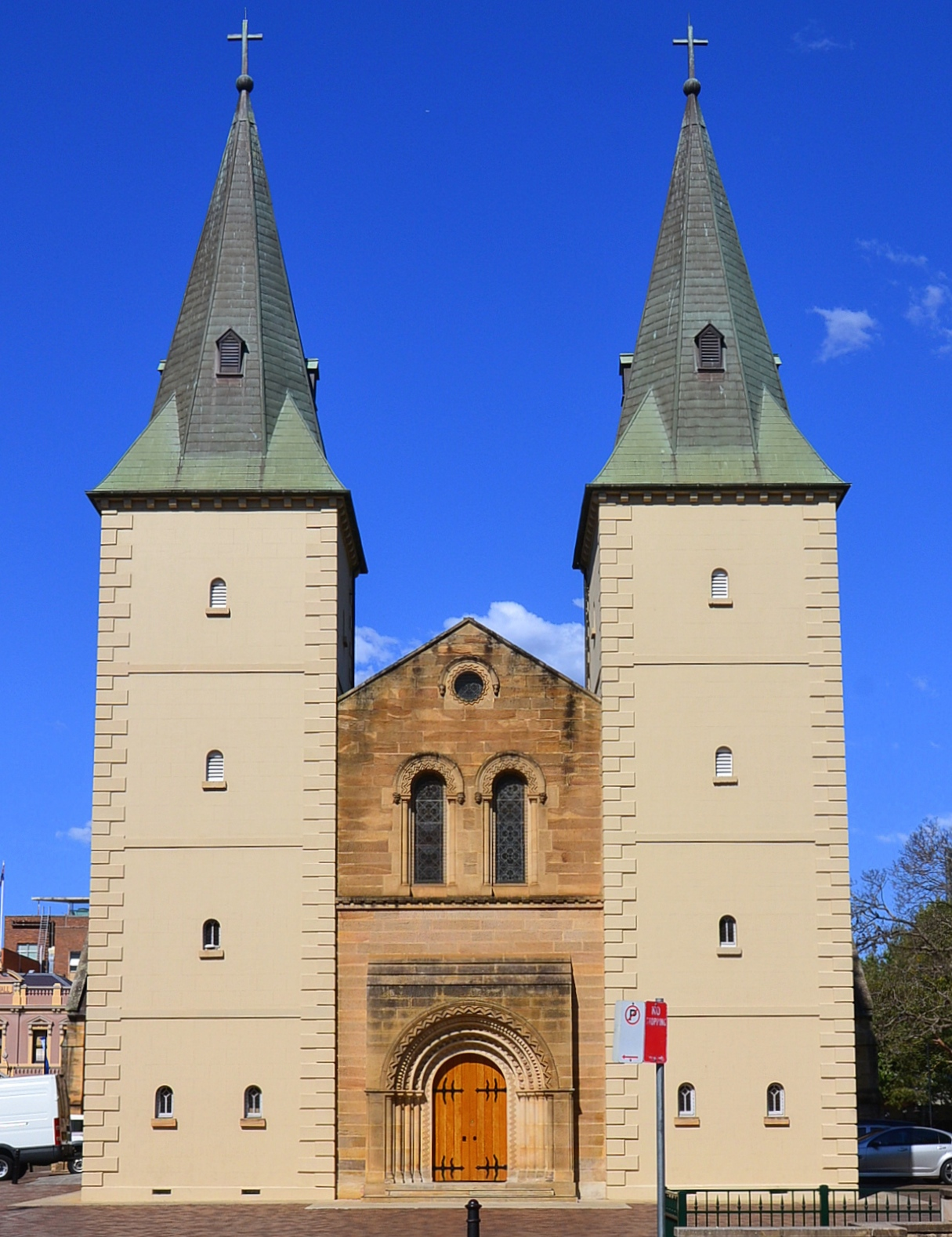
Фасад Собора Святого Иоанна в Парраматте, Новый Южный Уэльс, Австралия, 2013

Рекулверский западный фасад с двумя башнями, увенчанными шпилями, был повторен в 1817—1819 годах в Австралии в городе Парраматта (Новый Южный Уэльс, теперь пригород Сиднея). Губернатор Лаклан Маккуори отправился в Австралию в 1809 году, как раз когда предпринимались усилия по сохранению церкви. Его жена Элизабет попросила военного архитектора Джона Уоттса спроектировать фасад собора св. Иоанна по акварели церкви св. Марии. Теперь они являются старейшей непрерывно действующей англиканской церковью в Австралии, В 1990 году камень из Рекулвера был передан Английским наследием австралийскому собору.

## Внешние ссылки
Видео о реставрации башен в 2023 году: English Heritage. Conservation in Action: Reculver Towers and Roman Fort (англ.).